# Maroua
Maroua (pronuncia Ma-ru-à) è il capoluogo della regione dell'Estremo Nord e del dipartimento di Diamaré, in Camerun. Conta circa 350 000 abitanti (aprile 2007). È un importante centro dell'artigianato della pelle: ciabattini, calzolai, creatori di oggetti di moda sono numerosi e producono oltre che per il mercato locale e nazionale anche per quello internazionale.
Il clima è caldo e secco, saheliano, tranne durante la stagione delle piogge, da maggio a settembre, quando il livello di umidità si alza notevolmente.
I principali prodotti agricoli coltivati intorno alla città per uso alimentare sono il mais, la patata dolce, il sorgo, presente con le varietà "rosso" e "giallo". Il sorgo rosso cresce durante la stagione delle piogge mentre il "sorgo giallo" si pianta alla fine della stagione delle piogge ed ha il pregio di crescere e svilupparsi rigoglioso nella stagione asciutta.
L'allevamento bovino è una forte fonte di reddito per la popolazione.
Maroua è una città a vocazione turistica, data la sua vicinanza a moltissimi luoghi di interesse culturale (Pouss), paesaggistico (Rumsiki) e naturale (Parco nazionale di Waza).
Con Mokolo è sede della diocesi di Maroua-Mokolo della Chiesa cattolica.